# Gayle Levant
Gayle Levant Richards (auch Gail Le Vant, * 1941 oder 1942) ist eine US-amerikanische Studiomusikerin (Harfe), die mehrere Jahre in The Wrecking Crew tätig war. Nat King Cole gab ihr den Spitznamen Little Bit.

## Leben und Wirken
Gayle Levant begann ihr Musikstudium im Alter von drei Jahren am Klavier; mit elf Jahren wurde sie in das Harfenspiel eingeführt. Nach einer Orchesterausbildung an der University of Southern California und der UCLA spielte sie mit dem Debut Orchestra unter Michael Tilson Thomas. Levant hatte bereits mit 17 Jahren Gelegenheit, Liberace zu begleiten.
Ab 1965/66 arbeitete Levant als Studiomusikerin – bald häufig als Teil der Wrecking Crew – mit bekannten Künstlern wie Randy Newman, Van Dyke Parks, Gary Puckett & the Union Gap, José Feliciano, Judy Garland, Ray Charles, Stevie Wonder, Barry Manilow, Celine Dion, Josh Groban, Rod Stewart und Michael Bublé. 1969 begann sie eine musikalische Zusammenarbeit mit Barbra Streisand und war Teil jedes Aufnahmeprojekts der Sängerin, sei es für Filme oder Alben. Ab den 70ern war sie auch an Aufnahmen von The Carpenters (Close to You, 1971), George Harrison und von Paul McCartney & The Wings beteiligt, ferner von Frank Sinatra, James Taylor, Joni Mitchell, Michael Jackson, Lady Gaga, Lana Del Rey und Prince (Kamasutra, 1997). Laut Tom Lord arbeitete Levant zwischen 1972 und 2019 auch mit Della Reese, Dom Minasi, Tom Waits, The Manhattan Transfer, Diane Schuur, Harry Connick junior, Natalie Cole, Kyle Eastwood, Jane Monheit und Frank Sinatra junior.
Levant nahm außerdem Stücke der klassischen Musik wie Bachs „Prälude in C“ aus Das Wohltemperierte Klavier auf. Zu hören ist ihre Musik auch in einer Reihe von Filmmusiken, wie der Erkennungsmelodie der TV-Serie The Simpsons, und in Filmen wie Grease (1978), Einer mit Herz (1981), Grand Canyon – Im Herzen der Stadt (1991), Die Dolmetscherin (2005), Das Beste kommt zum Schluss (2007), Green Lantern (2011) und John Carter: Zwischen zwei Welten (2012). Während der sechs Jahre, in denen die TV-Serie „Lost“ ausgestrahlt wurde, produzierte sie einen einzigartigen, aber unheimlichen Sound, den der Komponist Michael Giacchino in die Musik einbaute.
1977 wurde sie von der NARAS für ihren Beitrag zur Harfe für die Plattenindustrie mit dem Most Valuable Player’s Award ausgezeichnet. Sie erhielt diese Auszeichnung noch drei weitere Jahre, bevor sie eine Emeritus-Auszeichnung erhielt.
Levant war in erster Ehe mit dem Arrangeur, Songwriter und Pianisten Artie Butler (* 1942) verheiratet, in zweiter Ehe mit dem ehemaligen Tonmeister John Richards, mit dem sie in Los Angeles lebt.

## Diskographische Hinweise
- George Harrison: Dark Horse (1974)
- Paul McCartney & The Wings: Venus and Mars (1975)
- George Harrison: George Harrison (1979)
- Eric Clapton:  Music from the Motion Picture Soundtrack RUSH (1992)
- Charlie Haden/Michael Brecker: American Dreams (2002)
- Lana Del Rey: Norman Fucking Rockwell! (2019)